# Берегуйфалівська сільська рада
| Берегуйфалівська сільська рада — колишній орган місцевого самоврядування у Берегівському районі Закарпатської області з адміністративним центром у с. Берегуйфалу. Сільській раді були підпорядковані населені пункти: - с. Берегуйфалу |

## Склад ради
Рада складалася з 18 депутатів та голови.
Голова — Лайош Андрійович Шютев (очолює сільську раду з 1994 р.)

## Керівний склад сільської ради
| ПІБ                    | Основні відомості                                                 | Дата обрання | Дата звільнення |
| ---------------------- | ----------------------------------------------------------------- | ------------ | --------------- |
| Шютев Лайош Андрійович | Сільський голова, 1966 року народження, освіта                    | 26.03.2006   | 31.10.2010      |
| Шютев Лайош Андрійович | Сільський голова, 1966 року народження, освіта вища, безпартійний | 31.10.2010   |                 |

Примітка: таблиця складена за даними джерела